# Урсин, Нильс Абрам фон
Нильс Абрам фон Урсин (1785—1851) - врач, профессор медицины и ректор Императорского Александровского университета. 

## Биография
Окончил медицинский факультет в Королевской академии Або. Преподавал акушерство, анатомию, физиологию в Академии Або и после её преобразования в Императорском Александровском университете. Начав в должности ассистента, получил должность профессора медицины и хирургии. Ректор Императорского Александровского университета (1839–1845). Содействовал развитию в университете научных исследований в области физиологии и судебной медицины. Из-за строгости заслужил нелюбовь студентов. Нильс Урсин получил дворянство (1845).